# Nardia scalaris
Nardia scalaris ist ein Lebermoos aus der Familie Jungermanniaceae. Ein Synonym dieser Art ist Alicularia scalaris (Gray) Corda, deutschsprachige Bezeichnungen sind Treppenförmiges Flügel-Lebermoos oder Gewöhnliches Scheibenblattmoos.

## Beschreibung
Nardia scalaris gehört zur Gruppe der beblätterten Lebermoose. Es wächst in dichten grünen bis bräunlichen, in sonnigen Lagen auch rötlichen Rasen. Die niederliegenden bis aufrechten Pflanzen sind 2 bis 4 Zentimeter lang und um 1 bis 2 Millimeter breit und dicht beblättert. Die zweireihig angeordneten, quer oder schräg am Stämmchen angewachsenen, rundlichen Flankenblätter sind um 1 Millimeter groß. Die Blattzellen sind in der Blattmitte etwa 30 bis 35 µm groß, am Blattrand deutlich kleiner. Die Zellecken sind dreieckig oder knotig verdickt. Jede Zelle enthält 2 bis 3 große, längliche, glatte Ölkörper. Die lanzettlichen Unterblätter verbergen sich zwischen den Rhizoiden. 
Das Moos ist diözisch. Das Perianth ist kürzer als die Hüllblätter und in diesen versteckt, die Perianthmündung etwas zusammengezogen. Die Sporenkapseln sind oval und dunkelbraun. Die Art fruchtet nicht selten, Sporenreife ist im Frühjahr. Brutkörper werden nicht gebildet.

## Standortansprüche
Nardia scalaris ist eine Pionierart und wächst auf kalkfreien, feuchten, lichtreichen bis etwas beschatteten, sandig-lehmigen bis sandigen Erdstellen und auf Felsen mit dünner Erdauflage. Bevorzugte Standorte sind Waldwege und Wegböschungen.

## Verbreitung
Die weltweite Verbreitung dieser Art umfasst Europa, Makaronesien, Japan und Nordamerika. In Mitteleuropa ist es in den Gebirgen verbreitet und teilweise häufig. In den Silikatgebieten gehört es zu den häufigsten Lebermoosen. In der Ebene ist es dagegen oft sehr selten.